# 기쉬 갤럽
기쉬 갤럽(Gish gallop, /ˈɡˈʃ ˈɡæləp/)은 논쟁에 참여하는 사람이 주장의 정확성이나 강도를 고려하지 않고 과도한 수의 주장을 제공하여 상대방을 압도하려고 시도하는 수사 기법이다. 기쉬 질주(Gish galloping)는 질을 희생하면서 질주하는 논증의 양을 우선시한다. 이 용어는 1994년 인류학자인 유지니 스콧(Eugenie Scott)에 의해 만들어졌다. 그는 미국의 창조론자인 듀안 기쉬(Duane Gish)의 이름을 따서 명명했으며 기쉬가 진화의 과학적 사실에 도전할 때 이 기술을 자주 사용했다고 주장했다.

## 전략
기쉬 갤럽 중에 토론자는 짧은 시간 내에 일련의 그럴듯한 주장, 절반의 진실, 허위 진술, 노골적인 거짓말로 상대방과 대결하므로 상대방이 형식 내에서 모든 것을 반박하는 것이 불가능하다. 공식적인 토론 중. 기쉬 갤로퍼가 제기한 각 요점은 온라인에서 브란돌리니의 법칙으로 알려진 처음에 진술한 것보다 반박하거나 사실을 확인하는 데 훨씬 더 많은 시간이 걸린다. 이 기술은 상대방의 시간을 낭비하고, 특히 독립적인 사실 확인이 포함되지 않거나 청중이 주제에 대해 제한된 지식을 갖고 있는 경우에는 이 기술에 익숙하지 않은 청중이 상대방의 토론 능력에 대해 의심을 품을 수 있다.

## 같이 보기
- 필리버스터
- 실리어닝
- 신호 대 잡음비